# Fortitudo Pallacanestro Bologna 103 2018-2019
La Fortitudo Pallacanestro Bologna 103, sponsorizzata Lavoropiù, nella stagione 2018-2019 ha preso parte al campionato italiano di pallacanestro di Serie A2, girone Est.

## Stagione
La Fortitudo Pallacanestro Bologna 103, disputa per la 4º volta il campionato di Serie A2, nel girone Est.

## Roster
| Giocatori |
| --------- |

|    | Naz.                                     | Ruolo | Sportivo           | Anno | Alt. | Peso |  |
| -- | ---------------------------------------- | ----- | ------------------ | ---- | ---- | ---- |  |
| 0  | Argentina (bandiera) · Italia (bandiera) | AP    | Carlos Delfino     | 1982 | 198  | 105  |  |
| 4  | Italia (bandiera)                        | GA    | Giacomo Sgorbati   | 1997 | 200  | 95   |  |
| 5  | Italia (bandiera)                        | G     | Daniele Cinciarini | 1983 | 194  | 87   |  |
| 6  | Italia (bandiera)                        | AG    | Stefano Mancinelli | 1983 | 203  | 102  |  |
| 8  | Italia (bandiera)                        | C     | Matteo Franco      | 1982 | 204  | 96   |  |
| 9  | Italia (bandiera)                        | AP    | Andrea Benevelli   | 1985 | 202  | 90   |  |
| 10 | Stati Uniti (bandiera)                   | AC    | Maarty Leunen      | 1985 | 206  | 100  |  |
| 16 | Italia (bandiera)                        | P     | Marco Venuto       | 1985 | 190  | 81   |  |
| 20 | Italia (bandiera)                        | AG    | Guido Rosselli     | 1983 | 198  | 105  |  |
| 21 | Italia (bandiera)                        | P     | Matteo Fantinelli  | 1993 | 195  | 93   |  |
| 22 | Italia (bandiera)                        | AC    | Giovanni Pini      | 1992 | 205  | 100  |  |
| 41 | Stati Uniti (bandiera)                   | G     | Kenny Hasbrouck    | 1986 | 191  | 88   |  |

| Staff tecnico                    |
| -------------------------------- |
| Allenatore: Antimo Martino       |
| Vice-Allenatore: Stefano Comuzzo |
| Vice-Allenatore: Roberto Lopez   |

| Legenda    |
| ---------- |
| = Capitano |

## Mercato
| Arrivi | Arrivi            | Arrivi              | Arrivi     |
| R      | Nome              | da                  | Modalità   |
| ------ | ----------------- | ------------------- | ---------- |
| G      | Kenny Hasbrouck   | Jesi Academy        | definitivo |
| P      | Matteo Fantinelli | Universo Treviso    | definitivo |
| P      | Marco Venuto      | Eurobasket Roma     | definitivo |
| C      | Matteo Franco     | Falconstar Monf.    | definitivo |
| AP     | Andrea Benevelli  | Amici Pall. Udinese | definitivo |
| AP     | Giacomo Sgorbati  | Basket Ravenna      | definitivo |
| AG     | Maarty Leunen     | Scandone Avellino   | definitivo |
| All.   | Antimo Martino    | Basket Ravenna      | definitivo |

| Partenze | Partenze           | Partenze         | Partenze                |
| R        | Nome               | a                | Modalità                |
| -------- | ------------------ | ---------------- | ----------------------- |
| C        | Luca Gandini       | Basket Ravenna   | fine contratto          |
| P        | Robert Fultz       | A. Costa Imola   | fine contratto          |
| C        | Matteo Chillo      | Universo Treviso | fine contratto          |
| G        | Demetri McCamey    | Austin Spurs     | fine contratto          |
| AG       | Nazzareno Italiano | Scafati Basket   | fine contratto          |
| P        | Teddy Okereafor    | Holargos         | fine contratto          |
| All.     | Gianmarco Pozzecco | Free Agent       | Rescissione consensuale |